# カーシェアリング

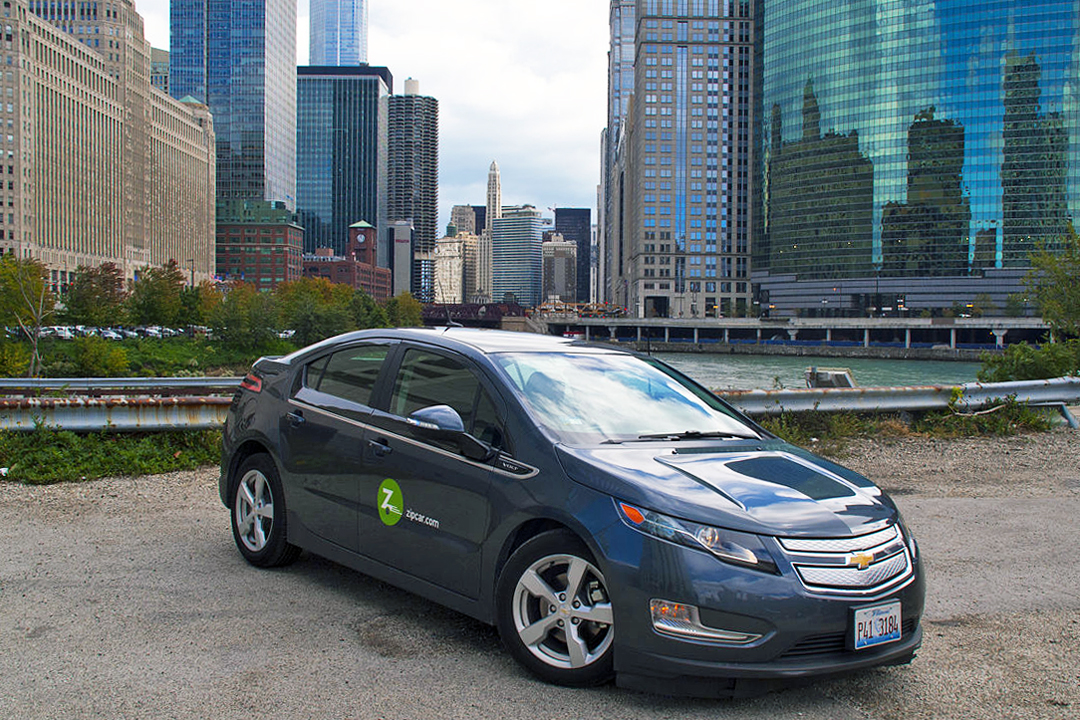
Zipcarは2012年12月時点で767,000人以上の利用者数を有する、世界最大のカーシェアリング網である。

カーシェアリング（英: carsharing）とは、一般に登録を行った会員間で特定の自動車を共同使用するサービスないしはシステムのこと。自動車を借りるという面ではレンタカーと近い存在であるが、一般にレンタカーよりもごく短時間の利用を想定しており、利用者にとってはレンタカーよりも便利で安価になるように設定されていることが多い。

## 概要

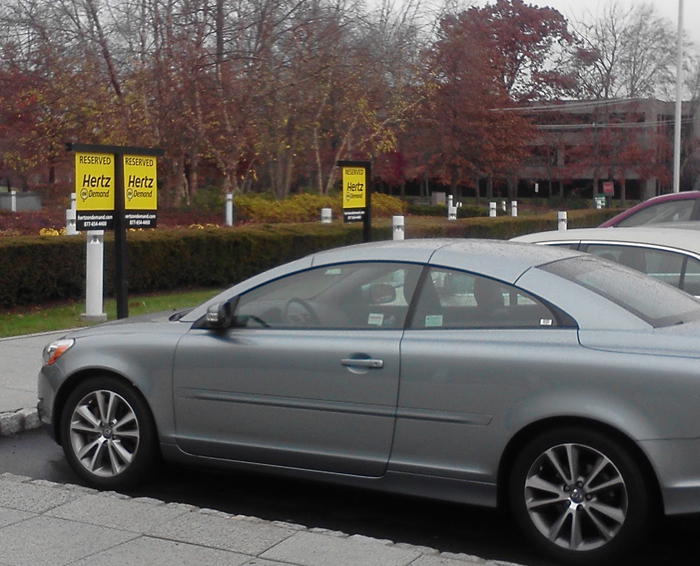
ニュージャージー州のハーツ専用駐車場で利用可能な車両

発祥はヨーロッパ。非営利団体として「公共交通機関を補完するもの」として生まれ、その後、アメリカや日本に広まった。
レンタカーは不特定多数が利用するシステムであるが、カーシェアリングはあらかじめ利用者として登録した会員に対してのみ自動車が貸し出される。利用時間は10分から1日単位まで必ずしも一定しないが、一般に、レンタカーよりも短時間（短期間）の利用時間単位が設定されている。特に日本では、一日単位での利用ではなく、ごく短時間の利用を目的としている。
日本の現行法令上は、「自動車の利用の対価として金銭を支払う」場合はレンタカーと同様の扱いとされ、カーシェアリングで使用される車両はレンタカーに用いられるものと同様、「わ（れ）」ナンバーである。料金収受の発生するカーシェアリング（車両、行為）は、「レンタカー型カーシェアリング」と定義される。本稿では、特に断りがない限りはレンタカー型カーシェアリングについて記する。
利用者にとってのメリットのひとつは自動車を使用する費用が安く済むことである。自動車を自己所有する場合、取得価格が高額である上、自動車取得税、自動車税または軽自動車税、自動車重量税、駐車場代、自賠責保険代、自動車保険代、車検代、整備費用、そしてそれぞれの消費税（二重課税）など、特に日本においては車両を所有するだけで相当の固定費が所有者にのしかかる。このような諸費用を払いつつ自動車を所有したとしても、いわゆる「車社会」の地域に在住している場合を除けば実際に使用するのはせいぜい1日数時間程度にとどまり、稼働率が低い。さらに、いわゆるサンデードライバーでは月間の車両の利用時間はせいぜい8時間程度であり、同一の自動車を多数の者が利用する素地がある。複数人で使用することで固定費などを分散（ワリカン）することができ、規模のメリットが働く。利用者は必要なときに一定金額を支払って車を利用することになるため、車を財産・資産として所有するのではなく、使用に際しての経費としてとらえることとなる。また、日本では三大都市圏や政令指定都市は無論、地方都市においてもある一定以上の規模の都市では公共交通機関網が張り巡らされているため、利用のつど、鉄道、バス、タクシーなどとのコスト比較意識が働き、過剰な自動車の利用を抑制する効果がある、とも、エコロジーに貢献する、とも言われている。
カーシェアリングには専用の駐車場が設置され、マンション前の駐車場、住宅街の一角の駐車場、スーパーマーケットの駐車場の一角などがそれに当てられる。日本では、コンビニエンスストアの駐車場に配置された便利な形態のものも広がりつつある。
日本の法律は、複数人の個人が金銭を出し合って共同で購入する、「自家用自動車を共同使用（共同所有）する」行為そのものは想定されており、共同使用（所有）自動車としての登録、権限の行使が可能である。

## 利用
日本では、多くのカーシェアリング用自動車は専用の駐車場に置かれ、ほとんどが無人管理されている。利用を希望する会員は、インターネットや電話で予約を入れるだけで、予約時刻に駐車場まで出向いて、会員証（非接触式ICカード）などでドアロックを解錠、車内に設置された装置に差し込むなどし、利用者認証を行うだけで使用できる。専用の駐車場はマンション前にあることも多く、そのような状況に恵まれた場合、マイカーとほとんど同じような感覚で利用できる。
レンタカーの場合利用時間はある程度長時間（最低でも6時間など）であるが、カーシェアリングの場合、一般に時間の単位が細分化されており、15分単位で利用できるところもある。
料金は、概ね以下の構成が採用されている。
- 初期費用 - 入会金やカード発行費という名目で、入会時に一時的に支払う。キャンペーンなどで無料になることがある。
- 固定費 - おおむね毎月の基本料金として定期的に徴収される。会社によっては、この固定費と利用料金が相殺されることもある。
- 時間料金 - 15分や30分単位で課金される、利用料金の基本。
- 距離料金 - ガソリン代の利用者負担を担保するため、走行距離に応じてガソリン代相当の料金を時間料金とは別に徴収していることがある。距離料金自体の設定がなかったり、固定料金パックの場合のみに距離料金が課金されるパターンも見受けられる。
- 固定パック料金 - レンタカーのように、6時間いくら、といった定額料金プランが用意されていることがある。

一般に、利用料金は、利用が短時間の場合はカーシェアリングのほうがレンタカーより割安となり、反対に半日・1日単位での利用ではレンタカーが割安となるように設定されている。ただし、カーシェアリングでも6時間・半日・1日などを単位として割安なパック料金が用意されている場合もある。また、基本料金を安く抑えて時間課金などを高くするプランと、基本料金を高めに設定して従量制料金を低くするプランなどを設けている例がある。
なお、無洗車・満タン返しが原則のレンタカーとは異なり、利用者が洗車や給油の必要に応じて、車内にあらかじめ配置された専用の給油カードを用いて洗車や給油を行う方式が採用されている場合が多い。これらは無人管理に必要な作業であるため、その時間に相当する利用時間分の料金は課金されない。

## 業者の課題

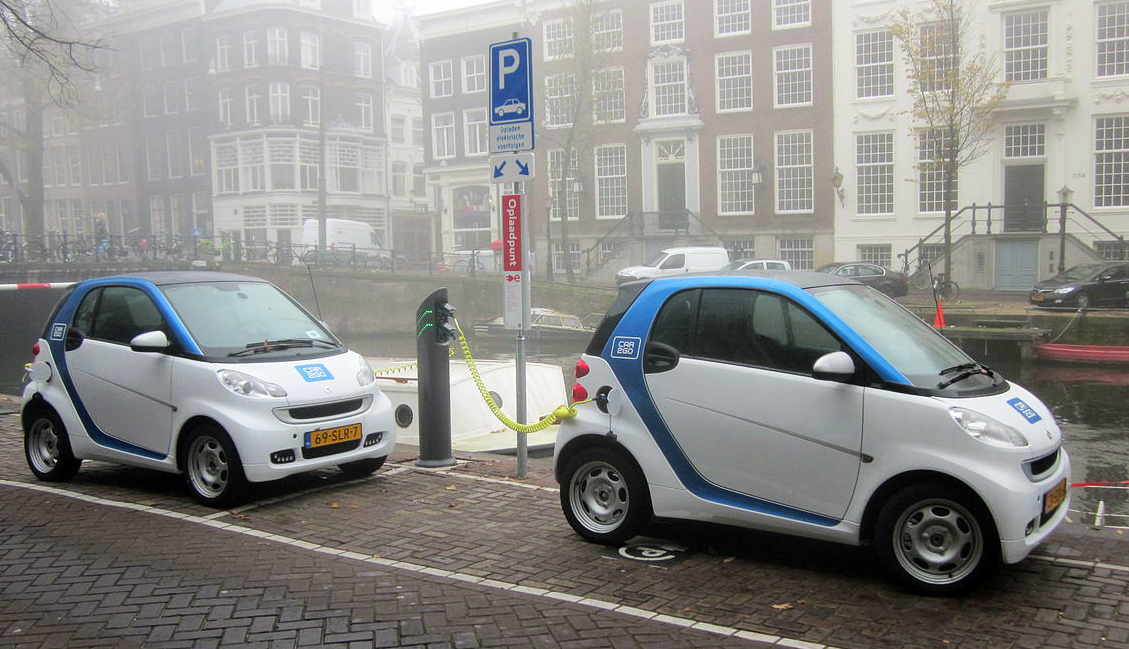
アムステルダムにて、Car2Goの充電中の電気自動車

無人拠点にてレンタカー型カーシェアリングを行う事業者は、専用のオンラインシステムを用いて車両管理を行うよう法令で義務付けられている。マンションの管理人などが鍵の受け渡しを行うような場合は有人拠点となり、必ずしもこういった管理システムは必要ではなく、既存のレンタカー営業拠点と同等の扱いとなる。
カーシェアリングは固定費を分散させるため、ある程度の会員規模を持つ必要がある。また、利用者は車の使用に対し一定金額しか支払わないため、例えばガソリン価格高騰の費用増加は事業者が負担せねばならないといったように、経費の変動に弱い構造となっている（ガソリン価格の転嫁の仕組みを有する業者もある）。燃料費は電気自動車の導入である程度解消可能であるが、まだまだ高額である電気自動車を、売上規模の小さなカーシェアリング用途に配備できるかという問題もある。他業種競合もあり、車を時間貸しするという同じ業態を持つレンタカー会社が最大のライバルであるという。
カーシェアリングは、小さな会社やコミュニティ（マンションの管理組合など）が1～数台だけカーシェアリング用車両を準備し運営することも可能である。この場合、大手企業のカーシェアリングネットワークに比べ少台数かつ特定の車両しか運転できないという利便性の問題、小規模な運営事業者において避け得ない撤退リスク、放置違反、故障・全損事故・経年劣化による車両の入れ替えへの対処、加えて決して料金が安いわけではない、といった課題があるため、利用者はそれらの課題を理解した上で参加することが必要となる。実際、2011年〜2012年の間だけでも、
- アイシェア（日本カーシェアリング） - 2011年6月サービス終了
- ウインド・カー - 2011年12月自己破産
- レオガリバーカーシェアリング - 2012年2月サービス終了

などのように、カーシェアリング事業から撤退する企業が相次いでいる。
自動車を停めるための駐車場の確保も課題である。傍目から見ると不特定多数の人が1台の自動車を乗りに訪れるのと、駐車場所を示す案内が広告になる、という理由から、防犯や治安に不安を持ち、カーシェアリング業者に駐車場を貸さない、という事例が多々あるという。全国に非常に多数の駐車場つき店舗を擁するコンビニエンスストア・チェーンとタイアップし、広めの駐車場の一角に専用駐車場を配置する方式でサービス拠点を増やす業者も登場した。

### 日本における課金方式
日本の主要事業者は、支払いがクレジットカードのみ（デビットカードは不可）となっている。一般的に、レンタカーは現金やデビットカードも利用可能であり、ETCは数万円程度のデポジットでも利用可能である。

## 歴史
カーシェアリングの考え方や仕組みはもともとスイスが発祥といわれている。1970年代に大量の車両が都心に流入した結果、商店街などの荒廃が進んだことから、行政主導で大規模な車両の流入規制（トランジットモール）が実施された。また都市にはLRT（新規格路面電車）やバスなどの公共交通機関を充実し、市民の足が確保された。一方、住民らは都心で車を持てないため、郊外に共同で車を所有しはじめた。これがカーシェアリングの始まりとなる。
この頃からスイス国内には小さなカーシェアリングの組織がいくつも成立し、同時に事故の責任問題や、サービスの多様化への対応など、運営の問題点なども徐々に露見していくこととなる。その後、同国内ではM&Aが行われ、3社にまで統合されることとなった。
1997年、スイスは3つのカーシェアリング会社を統合し、モビリティ社を設立した。現在、スイス国鉄との相互乗り入れを行うレールリンク社を設立するなど、スイスは国家主導でカーシェアリングと公共交通の利用促進を計っている。
日本では、1988年に株式会社シーズが初めてカーシェアリングを法人として営業した。当時は外車専門のカーシェア事業として話題となったが、2年後に事業を他社に譲渡した。その後、日本国内ではカーシェアリングは長らく普及せず、本格的に事業化されたのは近年であり、レンタカーに比べての知名度は今のところまだ低い。レンタカーを取り扱う業者、駐車場を事業とする業者などが参入し、シェアの獲得を図るべく活動している状況にある。

## 事業者・運営会社

### アメリカ
主な事業者
- Zipcar（1999年創業）(en:Zipcar）
- アイ・ゴー・カーシェアリング（シカゴ市の非営利団体）
- ゲットアラウンド
- City CarShare (カリフォルニアのベイエリア3市:サン・フランシスコ市、オークランド市、バークレー市の非営利団体）
- U Car Share
- Car2Go

### オーストラリア
主な事業者
- Go Get
- My Car Club
- Flexi car
- Car Next Door

### シンガポール
主な事業者
- BlueSG　（EVと充電設備で2017年から稼働開始）

### 日本

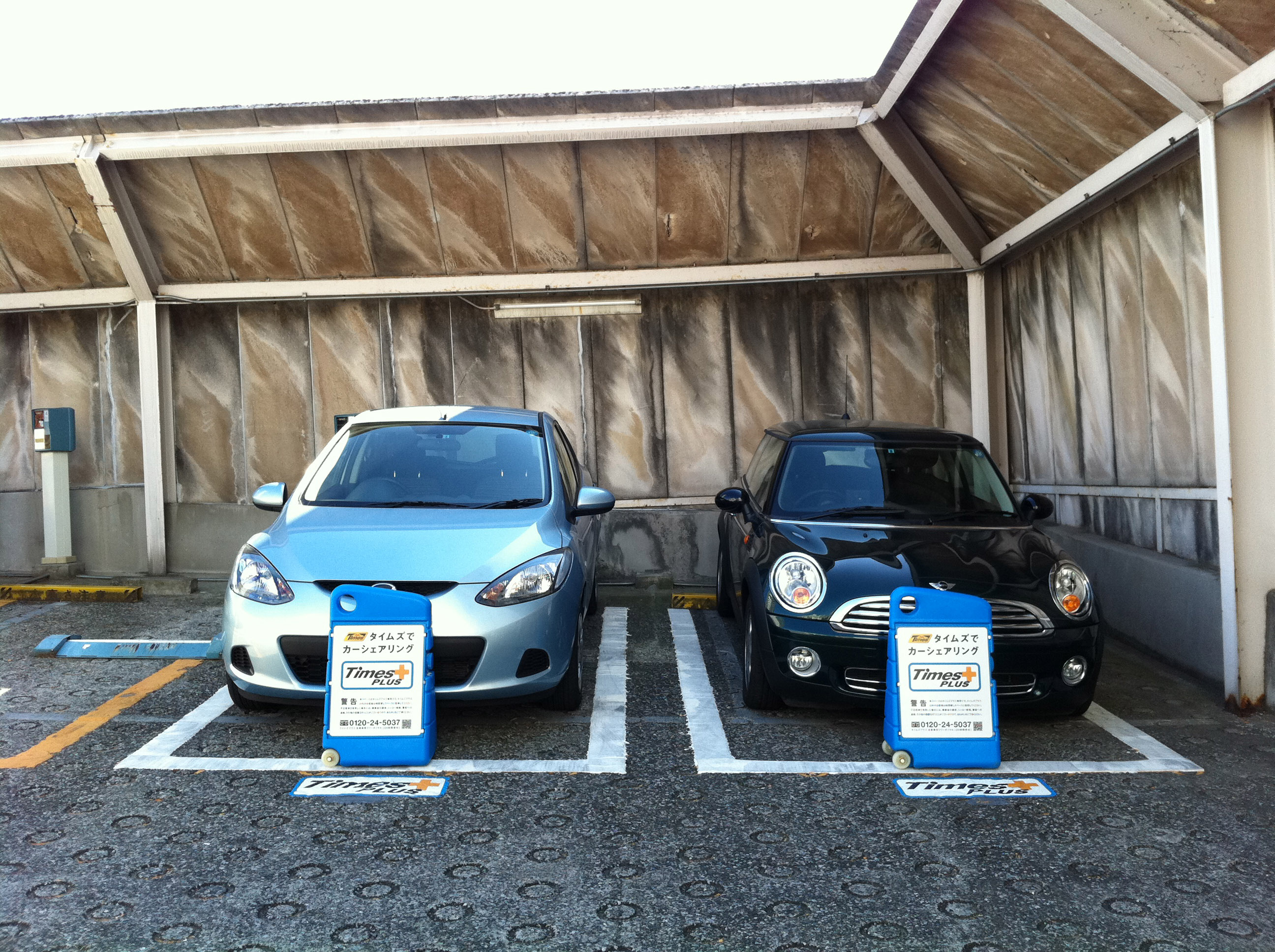
東京都中野区のタイムズカープラス（現：タイムズカーシェア）専用駐車場

日本のカーシェアリング事業者については、概ね自ら会員を募り貸出事業として展開する者、カーシェアリングのシステムを他者に提供し自らは貸出事業を展開しない者（フランチャイズを含む）に分かれ、さらに貸出事業を展開する事業者も、広く一般に会員を募る事業者と、マンションなどにおけるカーシェアリングのように限られた会員にのみ提供する事業者に分かれる。1台から開始できる事業のため、多くの事業者がカーシェアリングに参入している。
コインパーキングを活用し、貸出ステーションを設置している事業者が多い。
2025年3月時点、カーシェアリングのためのデポジット数は31,235か所、車両台数は84,887両、会員数は5,602,120人となっている。
日本における主なサービス事業者（2025年3月時点）
| サービス名                     | 運営会社名                     | 車両ステーション数 | 車両台数 | 会員数    | 備考 |
| ------------------------------ | ------------------------------ | ------------------ | -------- | --------- | ---- |
| タイムズカーシェア             | タイムズモビリティ             | 22,350             | 55,785   | 3,235,047 |      |
| オリックスカーシェア           | オリックス自動車               | 1,503              | 2,324    | 449,509   |      |
| カレコ・カーシェアリングクラブ | 三井不動産リアルティ           | 4,011              | 7,229    | 607,889   |      |
| カリテコ                       | 名鉄協商                       | 488                | 606      | 48,800    |      |
| アースカー                     | アース・カー                   | 273                | 317      | 58,840    |      |
| EveryGO                        | 本田技研工業                   | 347                | 511      | 100,000   |      |
| NISSAN e-シェアモビ            | 日産カーレンタルソリューション | 350                | 10000    | 1,000,000 |      |
| MOCEAN                         | 現代自動車（韓国車）           | 7                  | 13       |           |      |

個人間で車の貸し借りを仲介するCafore、Greenpotなどのサービスもある。かつては「Anycaカーシェア」という個人間でやり取りをするサービスも存在したが、トラブル多発・会員の車両確保の問題により、2024年12月にサービスを終了した。